# Jan Zieliński (ginekolog)

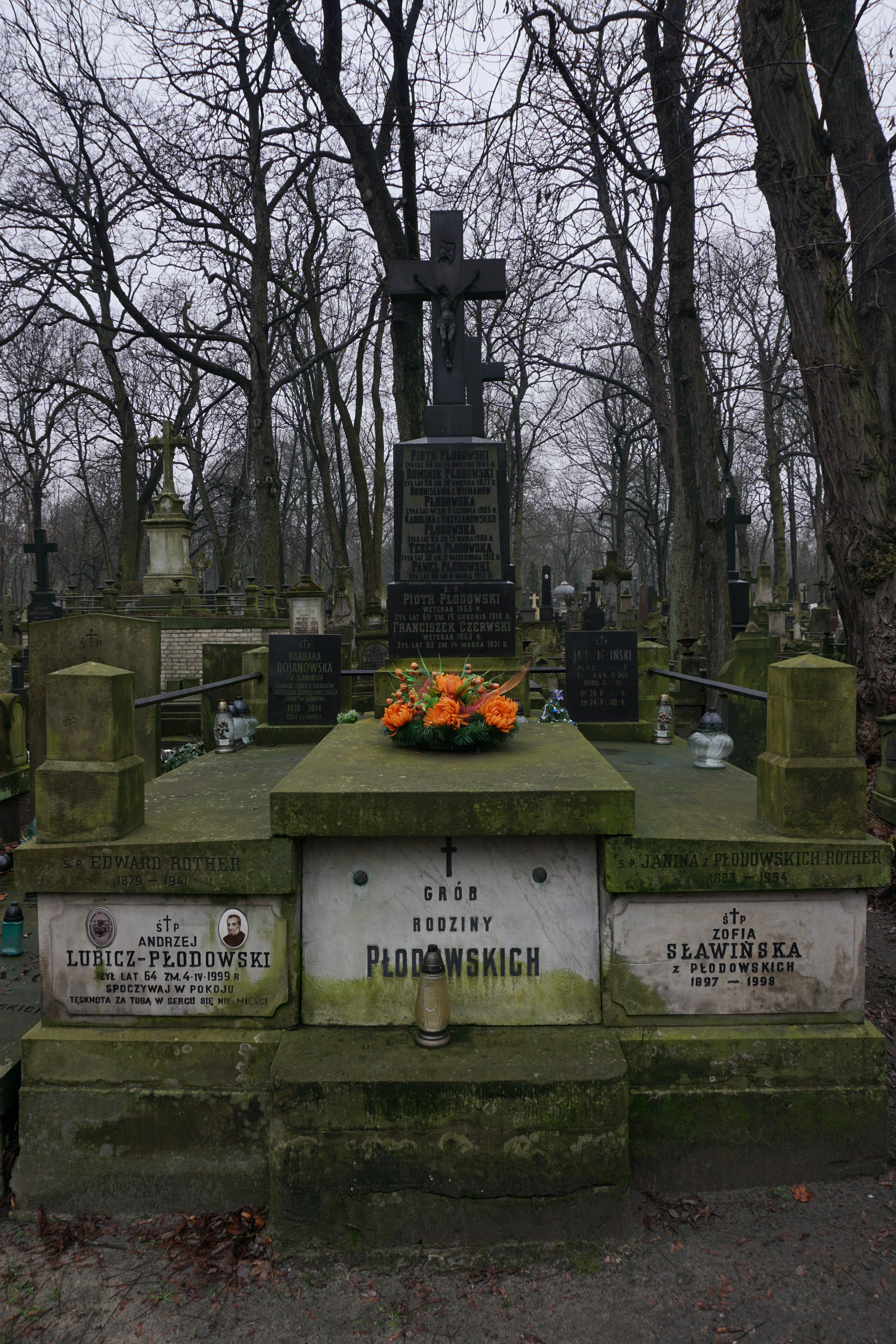
Grób Jana Zielińskiego na cmentarzu Powązkowskim

Jan Zieliński (ur. 28 maja 1930 w Gośniewicach, zm. 24 maja 2009 w Warszawie) – polski ginekolog i onkolog, profesor dr. hab., w latach 1984–2001 kierownik kliniki ginekologii onkologicznej Centrum Onkologii w Warszawie. Założyciel Polskiego Towarzystwa Ginekologii Onkologicznej, propagator profilaktyki raka żeńskich narządów rozrodczych. 

## Życiorys
Jan Zieliński w 1955 ukończył studia na Wydziale Lekarskim Akademii Medycznej w Warszawie, następnie rozpoczął pracę jako asystent na oddziale położniczo-ginekologicznym Instytutu Gruźlicy. Poznał tam swoją żonę, Danutę z domu Sławińską, także lekarza ginekologa. Uzyskawszy specjalizację w zakresie ginekologii i położnictwa, w 1962 zaczął pracować w Instytucie Onkologii w Warszawie, w klinice ginekologii onkologicznej kierowanej przez prof. Ludwikę Tarłowską. Doktoryzował się w 1966, odbywając w tym okresie staże w polskich i zagranicznych ośrodkach onkologicznych (m.in. Foundation Curie w Paryżu i Centre Oncologique w Lyonie). Uruchomił w Instytucie Onkologii oddział chirurgii ginekologii onkologicznej. W 1978 uzyskał stopień doktora habilitowanego za badania nad terapią raka endometrium. 
W 1985 roku objął kierownictwo kliniki ginekologii onkologicznej warszawskiego Centrum Onkologii, którą kierował do emerytury w 2001 roku. Organizował wymianę naukową z ośrodkami zagranicznymi. Był autorem ok. 100 prac w krajowych i zagranicznych czasopismach naukowych. W 1989 otrzymał tytuł profesora. Założył w 1991 roku Polskie Towarzystwo Ginekologii Onkologicznej, dzięki jego staraniom ginekologia onkologiczna w 2003 uzyskała status specjalizacji szczegółowej. 
Po przejściu na emeryturę w 2001 działał na rzecz zapobiegania nowotworom, m.in. w skierowanym do kobiet programie profilaktyczno-edukacyjnym "Różowa Konwalia". 
Zmarł 24 maja 2009 roku, został pochowany w grobie rodzinnym na cmentarzu Powązkowskim (kwatera 26-5-16/17). 
Jan Zieliński został odznaczony Krzyżem Kawalerskim Orderu Odrodzenia Polski (2002) i Złotym Krzyżem Zasługi (1984). Otrzymał także odznakę Zasłużony dla Miasta Stołecznego Warszawy (1979). Jego imię nosi Fundacja Różowa Konwalia. 